# Ran (mitologia nordycka)
Ran – w mitologii nordyckiej małżonka Ägira, bogini toni morskiej. Matka dziewięciu dziewic-fal, była dla wikingów uosobieniem pływów oceanu. Wierzono, że jest chciwa i uwielbia złoto, dlatego żeglarze wybierający się w rejs zabierali ze sobą na pokład trochę drogocennego kruszcu, aby w razie niebezpieczeństwa na morzu przebłagać nim Ran.
Ulubionymi rozrywkami Ran było wciąganie okrętów w wiry i chwytanie żeglarzy, którzy wypadli za burtę, w swoje sieci. Ofiary zabierała na wieczność do swoich koralowych komnat w podmorskim pałacu w pobliżu wyspy Hlesey, w którym mieszkała wraz z małżonkiem.